# Wolf Serno

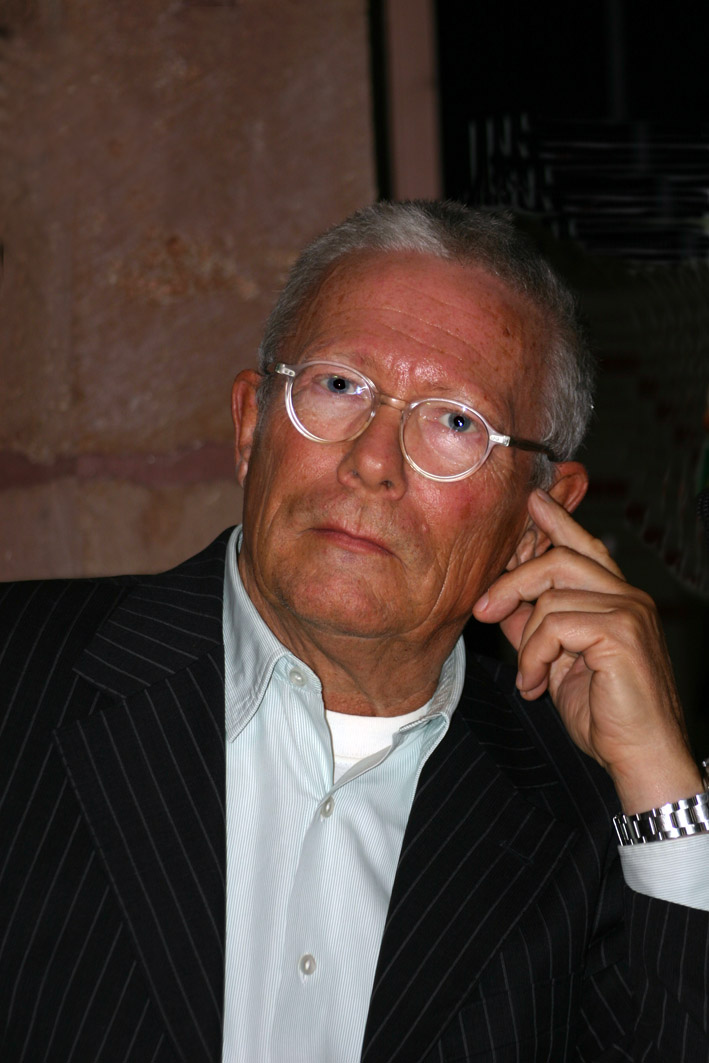
Wolf Serno während einer Lesung 2008

Wolf Serno (* 1944 in Hamburg) ist ein deutscher Autor.

## Leben
Vor seiner Tätigkeit als Autor arbeitete er unter anderem als Theaterbeleuchter, Elektriker und Messegestalter. Nach einem Kommunikationsstudium war er als Texter und Creative Director in großen Werbeagenturen tätig, schrieb Lehrbücher für Werbetexter und wirkte als Dozent an der Werbefachschule Hamburg. Seit 1997 widmet er sich ausschließlich dem Schreiben von Büchern.
Wolf Serno ist 2009 als 100. Mitglied dem inzwischen aufgelösten Autorenkreis Quo Vadis beigetreten und lebt als freier Autor mit seiner Frau und seinen zwei Hunden in Hamburg und Nordjütland/Dänemark.

## Werke

### Chirurgen-Reihe
- Der Wanderchirurg: Roman. Droemer, München 2001, ISBN 3-426-19544-5
- Der Chirurg von Campodios: Roman. Droemer, München 2003, ISBN 3-426-19557-7
- Die Mission des Wanderchirurgen: Roman. Droemer, München 2004, ISBN 3-426-19683-2
- Die Liebe des Wanderchirurgen: Roman. Droemer, München 2009, ISBN 3-426-50022-1

### Weitere Romane
- Tod im Apothekenhaus: Roman. Knaur-Taschenbuch, München 2003, ISBN 3-426-62533-4
- Die Hitzkammer: Roman. Droemer, München 2004, ISBN 3-426-19594-1, auch erschienen als „Hexenkammer“
- Der Balsamträger: Roman. Droemer, München 2005, ISBN 978-3-426-19698-4
- Der Puppenkönig: Roman. Droemer, München 2006, ISBN 978-3-426-19747-9
- Das Spiel des Puppenkönigs: Roman. Droemer, München 2008, ISBN 978-3-426-19748-6
- Die Medica von Bologna: Roman. Droemer, München 2010, ISBN 978-3-426-19805-6
- Das Lied der Klagefrau: Roman. Droemer, München 2011, ISBN 978-3-426-19807-0
- Der Medicus von Heidelberg: Roman. Droemer, München 2014, ISBN 978-3-426-65352-4
- Die Gesandten der Sonne: Roman. Knaur HC, München 2016, ISBN 978-3-426-65367-8
- Hexensarg: Roman. Knaur HC, München 2016, ISBN 978-3-426-50524-3
- Die sieben Todsünden: Knaur HC, München 2018, ISBN 978-3-426-51721-5
- Große Elbstraße 7 – Das Schicksal einer Familie: Roman. 2019, ISBN 978-3-352-00925-9
- Große Elbstraße 7 – Liebe in dunkler Zeit: Roman. 2021, ISBN 978-3-8412-2674-7